# Lauren Alaina (EP)
Lauren Alaina es el primer EP de la cantante y compositora estadounidense Lauren Alaina. El álbum fue producido por Busbee y fue publicado el 2 de octubre de 2015 por el sello Mercury Nashville. Sirvió para promover el segundo álbum de estudio de Alaina. Alaina coescribió todas las cinco canciones que componen el EP.

## Antecedentes
En mayo de 2013, Alaina publicó tema de country pop «Barefoot and Buckwild», el cual ella coescribió, como el supuesto sencillo de entrada de su segundo álbum de estudio. Después de que la canción se quedó estancada en la posición modera #56 en el Country Airplay, la promoción de la canción pareció cesar. Después de someterse a una cirugía vocal en agosto de 2014, Alaina reveló al blog de música country The Boot que ella estaba comenzando a trabajar en un nuevo álbum con un sentimiento "más maduro".
Alaina fue seleccionada por ESPN para escribir y grabar un sencillo promocional para su campaña de fútbol universitario. Su contribución, «History», fue publicado el 31 de agosto de 2015 y sirvió como el primer sencillo promocional del álbum. Anunció Lauren Alaina en septiembre de 2015 como un preludio de su entonces próximo álbum, que saldrá en 2016, el cual incluye cinco canciones del álbum. Cuando el álbum Road Less Traveled estuvo disponible para preordenar, el EP Lauren Alaina fue retirado de iTunes.

## Lista de canciones
| CD  |                      |          |  |
| N.º | Título               | Duración |  |
| 1.  | «Road Less Traveled» | 3:36     |  |
| 2.  | «Holding the Other»  | 3:56     |  |
| 3.  | «Next Boyfriend»     | 3:12     |  |
| 4.  | «Painting Pillows»   | 3:17     |  |
| 5.  | «History»            | 2:54     |  |

## Posición en las listas
El EP debutó en la posición 28 en el Top Country Albums de Billboard con ventas de 1.600 en su primera semana.
| Listas (2015)                       | Posición |
| ----------------------------------- | -------- |
| Estados Unidos (Top Country Albums) | 28       |